# Мамалигівська сільська територіальна громада
Мамалигівська сільська громада — територіальна громада України, у Дністровському районі Чернівецької області. Адміністративний центр — село Мамалига.
Площа громади — 145,56 км², населення — 12 083 мешканці (2018).
Утворена в рамках адміністративно-територіальної реформи 2015 року. До складу громади ввійшли Балковецька, Драницька, Мамалигівська, Несвоянська, Подвірненська та Стальнівська сільські ради Новоселицького району, які 12 серпня 2015 року ухвалили рішення про добровільне об'єднання громад. А 14 серпня утворення громади затверджене рішенням обласної ради.

## Символіка громади

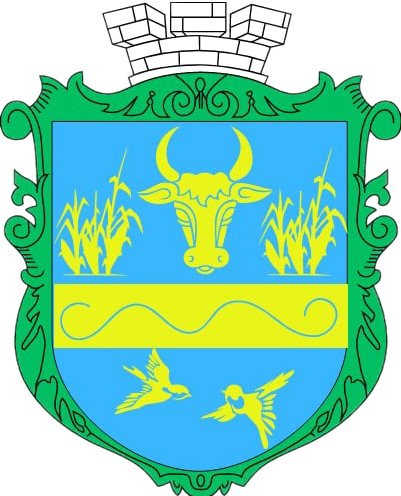
Герб

## Населені пункти
До складу громади входять 8 сіл:
- Балківці
- Драниця
- Кошуляни
- Мамалига
- Негринці
- Несвоя
- Подвірне
- Стальнівці